# Gregor fra Nyssa
Gregor fra Nyssa (ca. 331 – ca. 394) var en græsk kirkefader. Sammen med den ældre bror Basileios den Store og Gregor fra Nazianz regnes Gregor til de såkaldte "kappadokiske fædre".
Han blev opdraget i de samme omgivelser som Basileios; hans lyst stod til at blive retor, og han optrådte som sådan en tid; men Gregor fra Nazianz fik ham draget bort derfra og ind i det kirkelige arbejde.
Gregor var gift, da Basileios 371 eller 372 gjorde ham til biskop i Nyssa i Kappadokien.
Af de tre store kappadokiere, Basileios, Gregor fra Nazianz og Gregor fra Nyssa, er den første handlingens mand og det nikænske partis hoved, den anden skaffede de nikænske ideer udbredelse ved sin veltalenhed, den tredje formulerede dem, han er teologen iblandt dem, skønt hans navnebror fra Nazianz har fået titlen "teologen".
Gregor fra Nyssa søgte at forene Platon, Origenes og Athanasios, ved spekulation at grunde en kirkelig dogmatik. 375 fordrev arianerne ham, 379 kom han atter tilbage, og han havde stor indflydelse på kirkemødet i Konstantinopel 381, der skulle fastlægge den nikænske trosbekendelse fra 325.
Gregor fra Nyssa har fået en voksende opmærksomhed i de sidste årtier, bl.a. grundet hans universalistiske tankegang.
Litteratur anvendt af Moltesen i Salmonsen:
Rupp: Gregors, des Bischofs von Nyssa, Leben und Meinungen, Leipzig 1834;
H. Koch: "Das mystische Schauen beim heiligen Gregor von Nyssa" i Theologische Quartalschrift 80, 1898
Se også
- Trinitarisme – Antitrinitarisme – Den arianske strid